# Tetramorfo

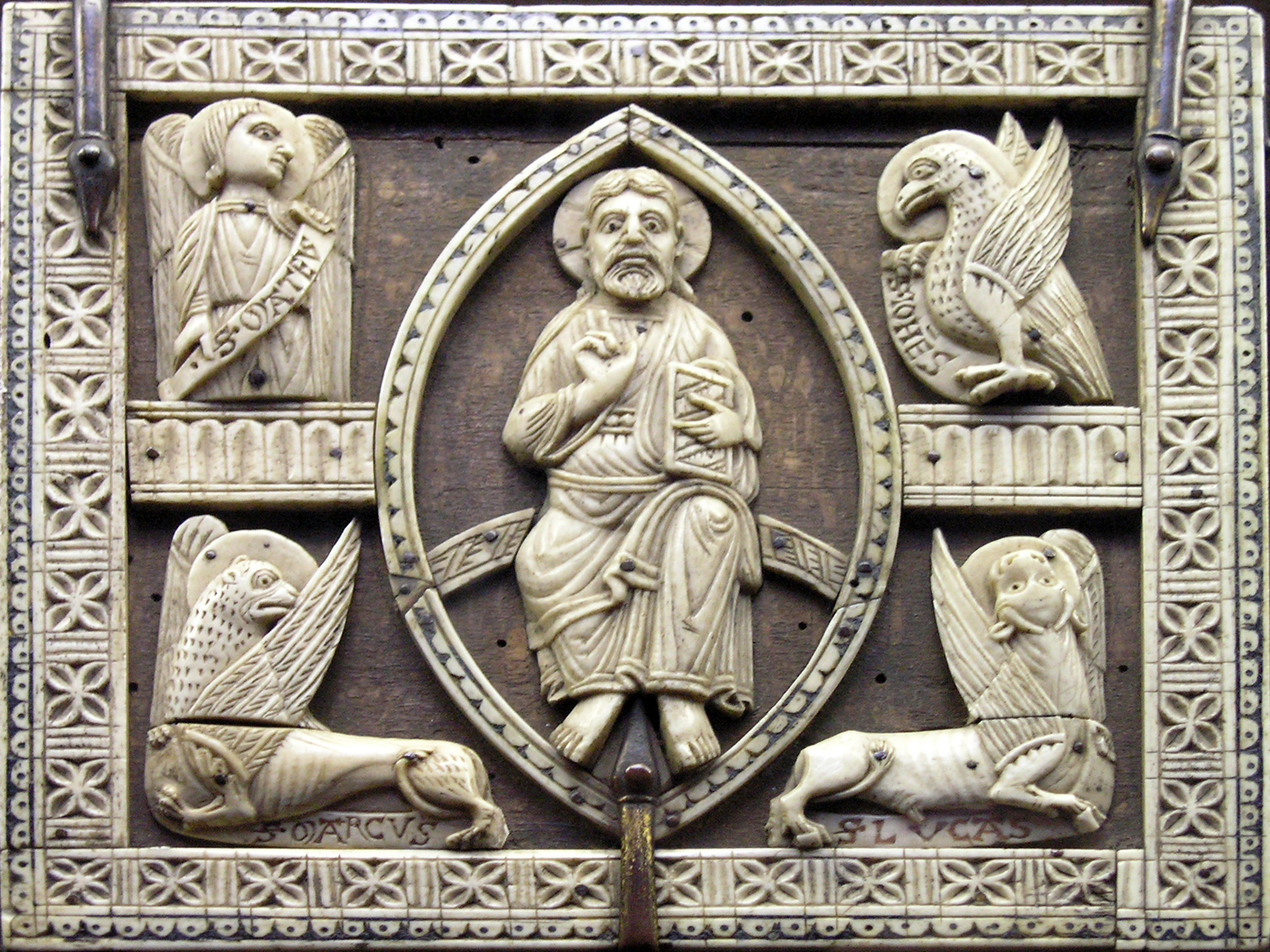
Il tetramorfo secondo la tradizione cristiana, su una copertina cluniacense, con i quattro esseri che circondano Cristo racchiuso al centro in una mandorla.

Il tetramorfo (dal greco antico τετρα, tetra, "quattro", e μορφή, morfé, "forma") è una raffigurazione iconografica composta da quattro elementi risalente a una simbologia di origine mediorientale.
Nella tradizione cristiana, oltre che nella storia dell'arte, il termine indica normalmente l'immagine biblica composta dai quattro simboli degli evangelisti, mutuata da una visione veterotestamentaria del profeta Ezechiele, riproposta nella descrizione neotestamentaria dei "quattro esseri viventi" contenuta nell'Apocalisse di Giovanni. Questi quattro simboli sono:
- un uomo alato,
- un leone,
- un toro (o vitello),
- un'aquila.

## Ebraismo

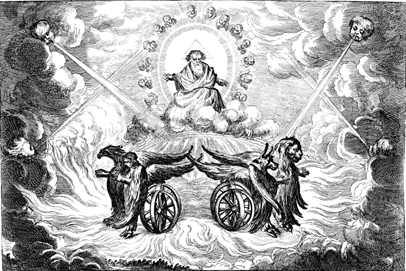
I quattro cherubini tetramorfi della visione di Ezechiele, illustrazione del 1702.

La rappresentazione più conosciuta di essere tetramorfo risale all'Antico Testamento, in cui il profeta ebraico Ezechiele descrive una visione (Ezechiele 1, 10) avuta durante la deportazione a Babilonia nel 593 a.C.
Gli apparve «una grande nube, tutta circondata da bagliori» con al centro quattro esseri animati dotati di quattro ali (Ez 1, 4-5) e quattro facce con il volto di uomo, leone, vitello e aquila, identificati successivamente con cherubini (Ez 10, 14). Gli esseri tetramorfi stavano alla base di una volta su cui poggiava il Trono di Dio (del cui movimento sembrano occuparsi). «Guardando gli esseri viventi, vidi a fianco di ognuno una specie di ruota che toccava la terra…» (Ez 1, 15).
Al di là delle differenze di descrizione, la loro funzione simbolica non sembra molto diversa da quella dei lamassu neo-assiri: segnalano l'ingresso del "palazzo reale". I lamassu o aladlammû (=spirito protettore) erano monumentali statue di toro col volto d'uomo, perlopiù (ma non sempre) dotate di ali. Due lamassu erano posti ai lati dell'ingresso dei palazzi reali di Ninive e di Khorsabad.
Le quattro facce del tetramorfo potrebbero semplicemente indicare il dominio divino su tutto il creato: l'umanità, gli animali domestici, quelli selvatici e gli uccelli.
La visione di Ezechiele ebbe luogo agli inizi della sua missione profetica: il palesarsi del Trono di Dio è preliminare e funzionale alla consegna di un libro e all'incarico di predicare (Ez 3, 4). Il racconto, cioè, sottolinea che il profeta ha ricevuto un mandato e non è libero di adattare il messaggio al proprio o altrui volere.
Una descrizione del tetramorfo molto simile a quella di Ezechiele compare nel capitolo XVIII dell'Apocalisse di Abramo, uno scritto giudaico apocrifo del I secolo.

## Cristianesimo

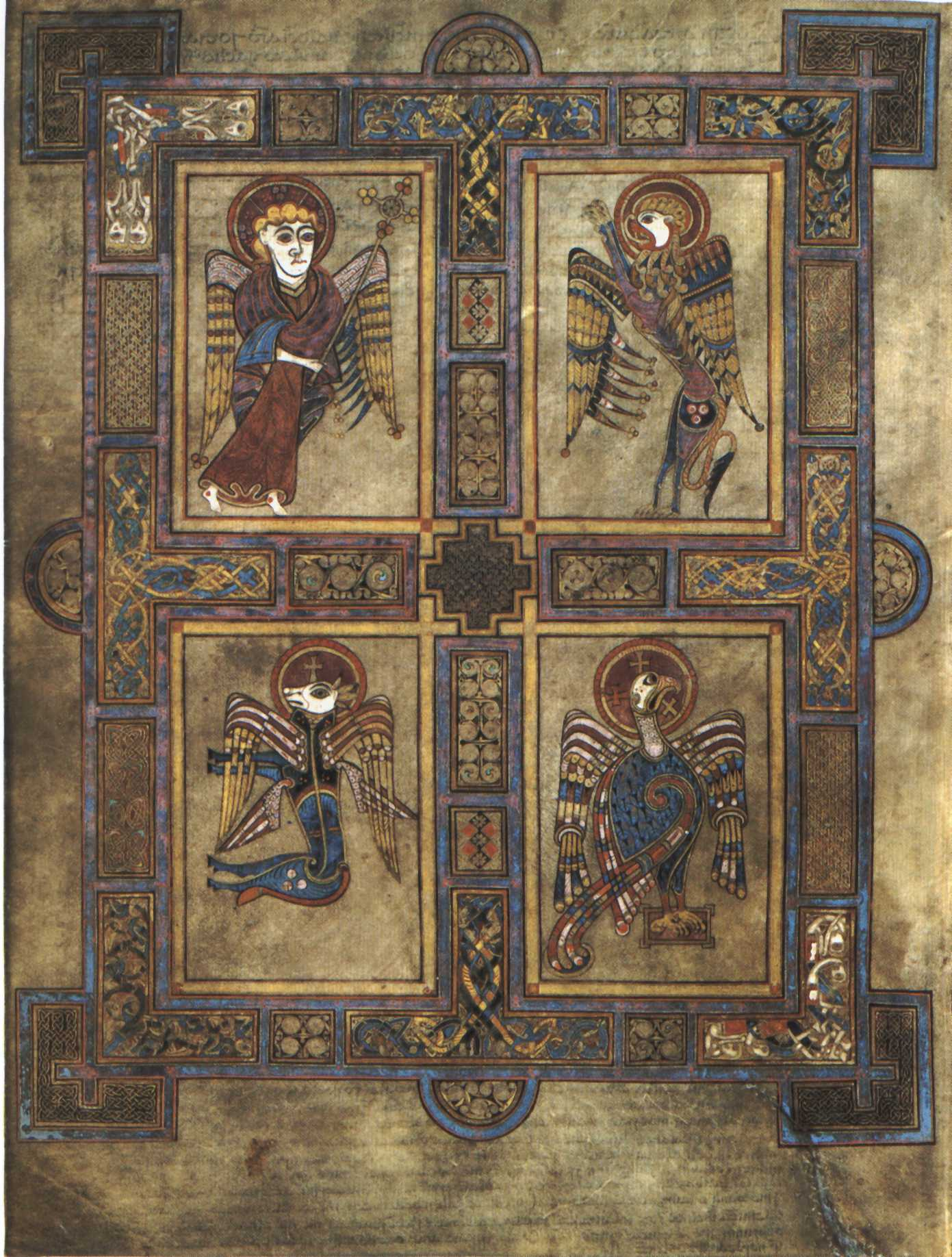
Tetramorfo nel Libro di Kells, VIII secolo.

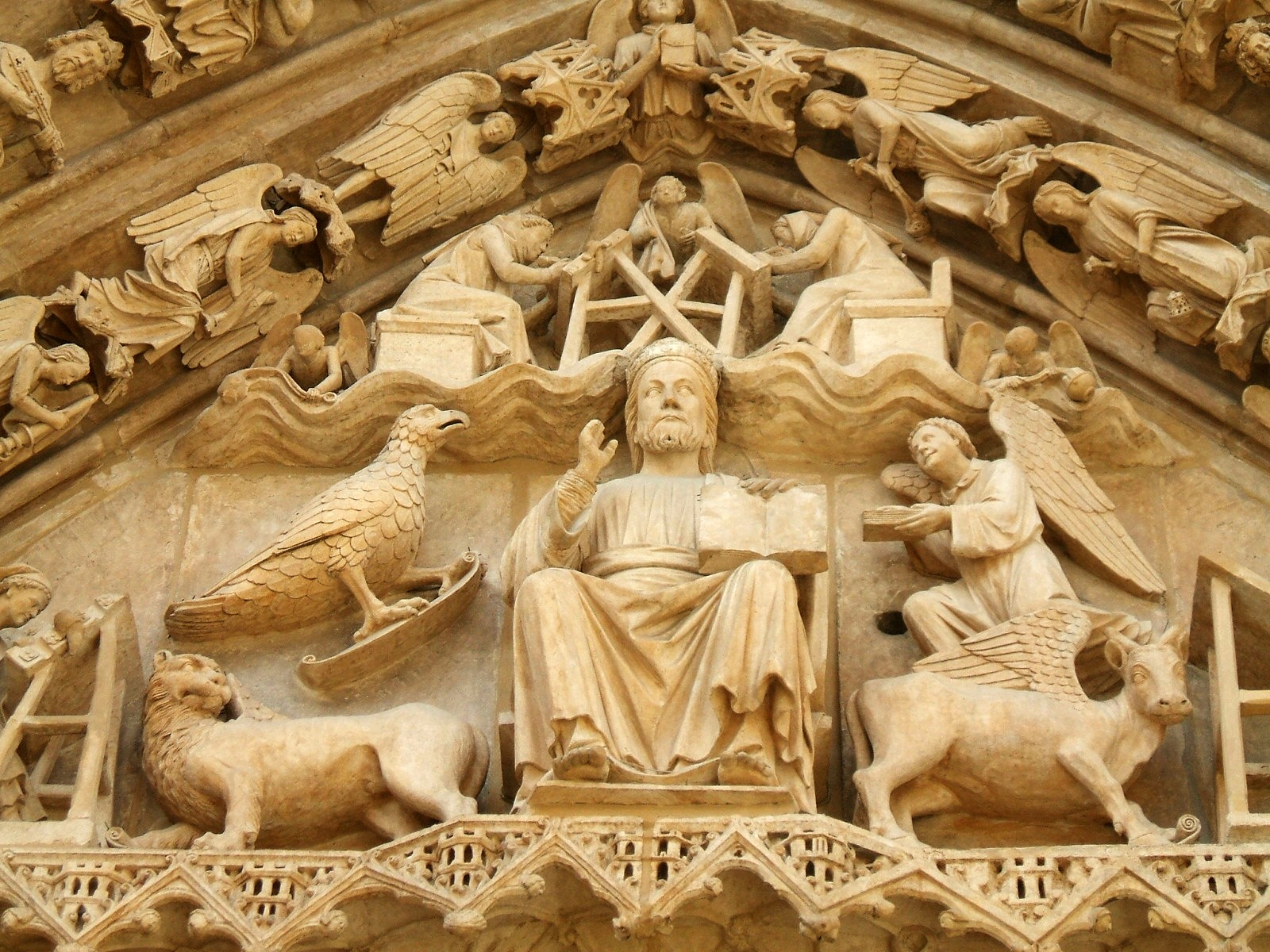
Portale della cattedrale di Burgos, Spagna.

### Gli "esseri viventi" dell'Apocalisse
Se l'associazione tra figure tetramorfe e cherubini o "esseri animati" avviene solo nella visione d'Ezechiele, il primo cherubino appare nella Bibbia in Genesi 3, 24. Poiché anche nel Nuovo Testamento è presente una descrizione di quattro esseri viventi con caratteristiche simili in Apocalisse 4, 7, si è ipotizzato che essi possano avere un valore metastorico, tanto protologico quanto escatologico. Nell'Apocalisse giovannea, però, ogni essere ha le fattezze di un solo animale e le ali sono sei, come quelle dei serafini descritti in Isaia 6, 3. Entrambe le visioni (di Ezechiele e di Isaia) contemplano il trono divino e sono preliminari all'investitura profetica. L'autore dell'Apocalisse, trovandosi in una situazione analoga, ha fatto ricorso ad una contaminazione del linguaggio simbolico di due fra i maggiori profeti dell'Antico Testamento in modo da inserire nel proprio simbolismo un rimando ad entrambe le visioni.

### Il Vangelo quadriforme
Ireneo di Lione nel suo Trattato contro le Eresie scritto verso l'anno 180 si oppose a Marcione che intendeva abolire tutti i vangeli, tranne quello di Luca, privato per giunta di alcune parti. Per giustificare, però, il rifiuto dei vangeli gnostici, fra cui il vangelo di Tommaso, scrisse che nei quattro vangeli oggi detti canonici soffia un unico spirito e che perciò si tratta di un unico vangelo tetramorfo e che di vangeli non ne occorrevano più di quattro, né vangeli diversi dai quattro tradizionali. Per rafforzare questa affermazione introdusse per primo un confronto fra i tetramorfi biblici, il vangelo quadriforme e quattro caratteristiche del Cristo (regale come il Leone, vittima sacrificale e sacerdote, come il vitello sacrificato nello Yom Kippur dal sommo sacerdote, uomo perché nato da donna e aquila perché dal cielo effonde sulla chiesa il suo Spirito Santo).
L'idea venne ripresa e modificata da Gerolamo: «secondo san Girolamo il tetramorfo sintetizza la totalità del mistero cristiano: Incarnazione (l'uomo alato), Passione (il bue), Resurrezione (il leone) e Ascensione (l'aquila)»; dunque simboleggia le quattro fasi della vita di Cristo: nato come uomo, morì come un vitello sacrificale, fu leone nel risorgere e aquila nell'ascendere (fuit homo nascendo, vitulus moriendo, leo resurgendo, aquila ascendendo).

### L'abbinamento fra vangeli e volti del tetramorfo
Ireneo associò per primo uno specifico vangelo ai quattro esseri zoomorfi dell'Apocalisse. La sua proposta fu modificata da Gerolamo, la cui soluzione è quella oggi utilizzata nell'iconografia religiosa. Ireneo, infatti, associò il vangelo di Giovanni al leone e quello di Marco all'aquila. Oggi, invece, si considera il modo con cui i vangeli iniziano il proprio racconto:
- Il Vangelo secondo Matteo è rappresentato con un uomo (simile ad un angelo: tutte le figure sono infatti alate). Esordisce con l'ascendenza terrena di Gesù e poi narra l'infanzia del "Figlio dell'Uomo", sottolineandone il lato umano.
- Il Vangelo secondo Marco è raffigurato con un leone. L'inizio è dedicato a Giovanni Battista, la cui vox clamantis in deserto "si eleva simile a un ruggito" di leone nel deserto.
- Il Vangelo secondo Luca è  associato ad un bue (toro) o un vitello, simbolo del sacrificio di Zaccaria che apre il vangelo.
- Il Vangelo secondo Giovanni riporta un'aquila, dato che Giovanni ha una visione maggiormente spirituale e teologica, rivolta verso l'Assoluto, motivo per cui il testo inizia con un Prologo di natura teologica.

La corrispondenza fra vangeli e volti del tetramorfo determina l'ordine di essi nei codici antichi e nelle bibbie odierne, ed è quello di Ezechiele: uomo (Matteo), leone (Marco), bue (Luca), aquila (Giovanni). Fra i codici antichi più importanti solo il Codex Bezæ proveniente da Lione non rispetta quest'ordine: Lione infatti è la città di Ireneo, quindi la posizione di Marco e di Giovanni è scambiata.

### Nell'arte
Il tetramorfo come insieme dei quattro simboli evangelici è comune soprattutto nella scultura romanica e in particolare del repertorio iconografico che caratterizza, soprattutto in Italia, i pulpiti, da dove viene fatta la lettura del Nuovo Testamento, e nei portali delle cattedrali in cui "i quattro viventi" attorniano la figura del Cristo, soprattutto in Francia. Gli evangelisti accompagnati dai loro animali, o gli animali soli, sono comunissimi dal Rinascimento in poi anche come soggetti dei quattro affreschi che solitamente riempiono i pennacchi sovrastanti i pilastri che sorreggono una cupola.
In epoca attuale i quattro simboli del tetramorfo sono presenti nella Sagrada Familia a Barcellona, sotto forma di quattro statue in cima alle quattro torri degli evangelisti all'altezza di 135 metri. Le statue del leone, del toro, dell'uomo e dell'aquila, alte ciascuna 4,5 metri, realizzate dallo scultore spagnolo Xavier Medina-Campeny, sono state collocate nel 2023 e rappresentano uno dei passaggi più significativi nell'avanzare dei lavori di costruzione della basilica.

## Ermetismo

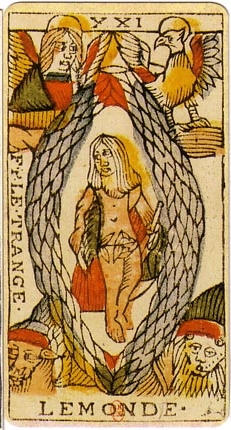
Il Mondo nei tarocchi di Marsiglia.

Secondo Adrian Snodgrass, «nelle dottrine ermetiche le quattro creature viventi erano associate ai quattro elementi: il Toro alla Terra, l'Uomo all'Acqua, il Leone al Fuoco e l'Aquila all'Aria». Questa associazione, elaborata nel corso del Medioevo e del Rinascimento, determina una correlazione con la tetrade pitagorica.
I quattro simboli del tetramorfo compaiono anche in alcune carte di Arcani maggiori dei tarocchi. Nel caso della carta del Mondo, la correlazione è ovvia: il Mondo, infatti, è composto dai quattro elementi.

## Origine astronomica nell'era zodiacale del Toro
I quattro volti del tetramorfo sono stati associati già dall'esegesi rabbinica ai quattro punti cardinali. Pertanto diversi studiosi hanno cercato di far corrispondere gli elementi che compongono il tetramorfo con quattro costellazioni dello zodiaco, poste circa a 90º l'una dall'altra, nelle quali sorgeva il Sole nei giorni degli equinozi e dei solstizi. Non c'è però unanimità di interpretazione e le due possibili varianti sono discusse nel seguito.
Il Toro e il Leone, in effetti, sono due note costellazioni zodiacali poste circa a 90° fra loro. Nella cultura mesopotamica, lo zodiaco iniziava proprio nel Toro, la costellazione in cui si trovava il Sole all'equinozio di primavera nella cosiddetta "era zodiacale del Toro", un periodo che corrisponde approssimativamente al IV e III millennio prima di Cristo. Solo nel periodo ellenistico l'inizio dello zodiaco fu spostato in Ariete, per tener conto della precessione degli equinozi. L'antica tradizione mesopotamica compare ancora nel I secolo a.C. nel papiro 4Q318 di Qumran.
Le altre due costellazioni corrispondenti a direzioni cardinali nell'era del Toro dovrebbero essere l'Aquario e lo Scorpione. Non c'è consenso, però, su quali facce del tetramorfo associare a queste due costellazioni e, per esempio, le due possibili alternative sono scelte nel Dizionario dei Simboli Cristiani di Edouard Urech e in Simboli e Allegorie di Matilde Battistini.
Poco sopra l'Aquario, ma sempre nella fascia zodiacale, si trova la costellazione dell'Aquila, cioè il terzo volto del tetramorfo. A Babilonia l'Aquila poteva essere utilizzata al posto dell'Aquario. La costellazione zodiacale adiacente allo Scorpione, infine, è quella del Sagittario. Quando all'equinozio di primavera il Sole sorgeva nelle prime stelle del Toro (cioè circa 6000 anni fa), all'equinozio d'autunno sorgeva nelle ultime del Sagittario. Ecco perché il volto d'uomo del tetramorfo potrebbe essere quello del Sagittario.
Secondo Matilde Battistini, invece, il tetramorfo «rappresenta la suddivisione quaternaria della superficie terrestre nei punti cardinali e la quadripartizione della volta celeste nelle costellazioni del Toro, del Leone, dell'Aquila-Scorpione e dell'Aquario (corrispondenti alle antiche posizioni del Sole nei solstizi e negli equinozi).» L'interpretazione di Battistini, comune anche ad altri studiosi, si scontra col fatto che Aquila e Scorpione sono due costellazioni diverse e abbastanza distanti fra loro, ma viene giustificata col fatto che Aquila è un paranatellon di Scorpione. Nella tradizione ermetica, infatti, resta difficile non associare l'acqua, cui l'Uomo è associato, alla costellazione dell'Aquario e perciò l'Aquila deve essere identificata in qualche modo con lo Scorpione.
Se il tetramorfo è in qualche modo collegato all'era del Toro, terminata circa 1500 anni prima che il testo di Ezechiele fosse scritto, l'associazione fra direzioni cardinali e costellazioni "cardinali" dell'era del Toro dovrebbe essere stata sviluppata agli albori dell'astronomia e dell'astrologia ed essersi radicata profondamente nella cultura iconografica dell'Antico Vicino Oriente. Altre combinazioni iconografiche simili, quindi, dovrebbero essere interpretate in questa stessa prospettiva di archeoastronomia.

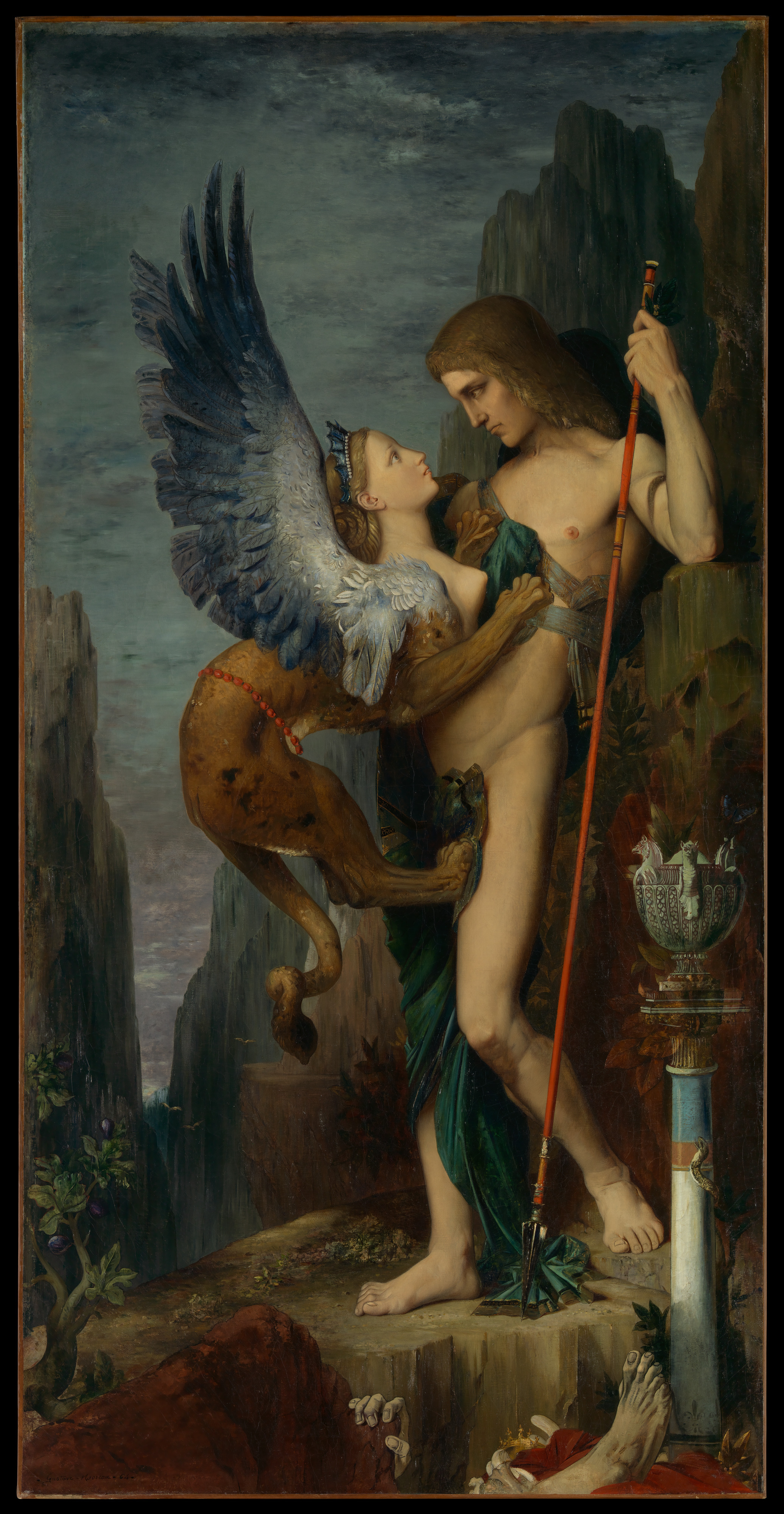
Gustave Moreau, Edipo e la Sfinge (1864), New York, Metropolitan Museum of Art.

### Altre chimere mitologiche
La mitologia abbonda di "chimere", animali immaginari costituiti da pezzi di esseri viventi (animali o uomini) eterogenei. Un esempio zodiacale è il pesce-capra, oggi detto Capricorno.

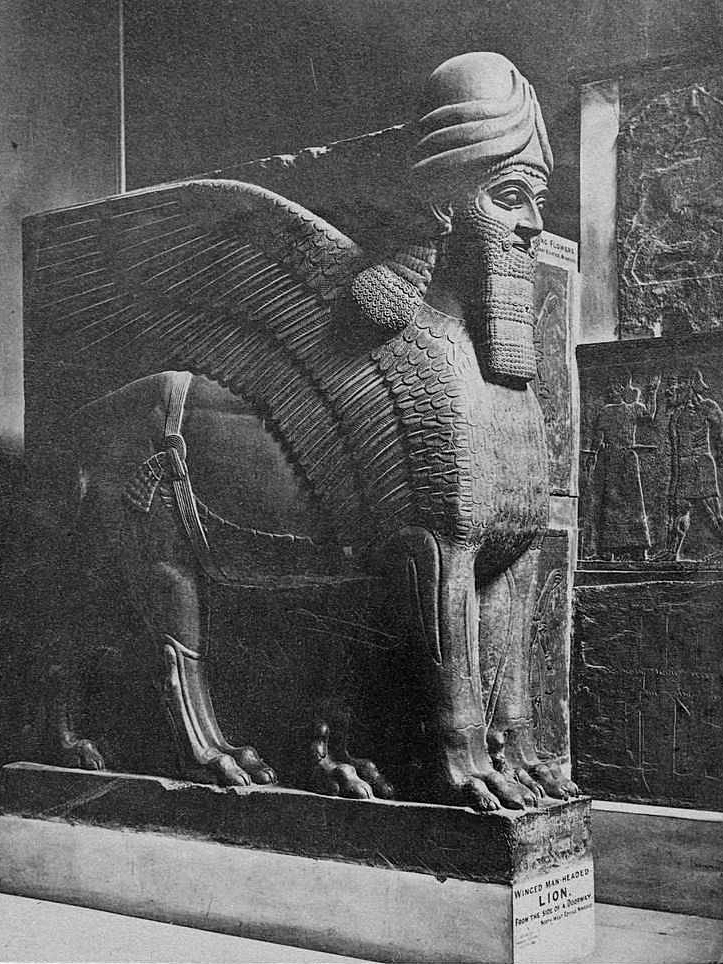
Guardiano del portale della città di Nimrud, Londra, British Museum.

Presso molte civiltà fluviali mesopotamiche ed egizie erano comuni figure mostruose zoomorfe. Un primo esempio è l'uccello grifone (corpo di leone, testa e ali d'aquila) degli Ittiti, simile ad una ieracosfinge egizia, che combina le costellazioni solstiziali dell'era del Toro. Altre sculture dei popoli mesopotamici sembrano combinare più elementi appartenenti alle quattro costellazioni dell'era del Toro. Ad esempio, l'aggiunta di un volto umano dà origine alle sfingi egizie e ai leoni alati mesopotamici; non è chiaro, però, se si intendeva rappresentare un essere trimorfo o se il volto e le ali servivano solo per caratterizzare il leone come una divinità (il volto) celeste (le ali).
Esistono prove archeologiche che nell'antichità gli uomini dividevano in quattro parti l'orizzonte, lo spazio ed in generale alcuni luoghi, come un tempio, ed assegnavano peculiari caratteristiche e qualità spirituali a ciascun quarto. Gli elementi che identificavano ciascun quarto potrebbero quindi essere stati riassemblati in creature mitiche come i kâribu babilonesi, caratterizzati dalle zampe di toro.
L'origine delle rappresentazioni tetramorfe, quindi, si troverebbe in Mesopotamia dove gli Assiri realizzarono dei kâribu: esseri dalla testa umana, corpo di leone, zampe di toro e ali d'aquila, le cui statue erano poste all'ingresso e sembra a custodia dei templi (i lamassu e gli shedu erano invece posti a custodia dei palazzi).
La funzione di queste rappresentazioni può essere ipotizzata sulla base di due elementi:
1. In accadico "karābu" significa[36] "benedire"[37] e "pregare, orare".[38] Le figure devono quindi avere uno scopo benaugurale oppure segnalare la fama dell'insigne proprietario dell'edificio;
2. I kâribu, inoltre, sembrano indirizzare il loro augurio (o diffondere la fama del principe) "ai quattro venti", cioè in tutte le direzioni.